# Балканска жаба
Балканска жаба (лат. Rana kurtmuelleri) је врста жабе која живи на подручју Грчке и у мањем броју у  Албанији, Црној Гори и Србији. Ова врста је веома слична врсти Велика зелена жаба од које је раздвојена 1991. после био-акустичке анализе. Раздвајање ове врсте још увек није универзално прихваћено у стручним круговима. 
Просечна дужина мужјака је 72 mm, а женки 78 mm. Леђа су им зелена или браон боје, најчешће са светлозеленом пругом по средини, и са тамним пегама. 
Мање популације ове врсте су пренесене у Данску и Италију. 